# Liste der Baudenkmäler in Adelschlag
Auf dieser Seite sind die Baudenkmäler in der oberbayerischen Gemeinde Adelschlag zusammengestellt. Diese Tabelle ist eine Teilliste der Liste der Baudenkmäler in Bayern. Grundlage ist die Bayerische Denkmalliste, die auf Basis des Bayerischen Denkmalschutzgesetzes vom 1. Oktober 1973 erstmals erstellt wurde und seither durch das Bayerische Landesamt für Denkmalpflege geführt wird. Die folgenden Angaben ersetzen nicht die rechtsverbindliche Auskunft der Denkmalschutzbehörde.
 Die Liste gibt den Fortschreibungsstand vom 12. September 2017 wieder und umfasst 27 Baudenkmäler.

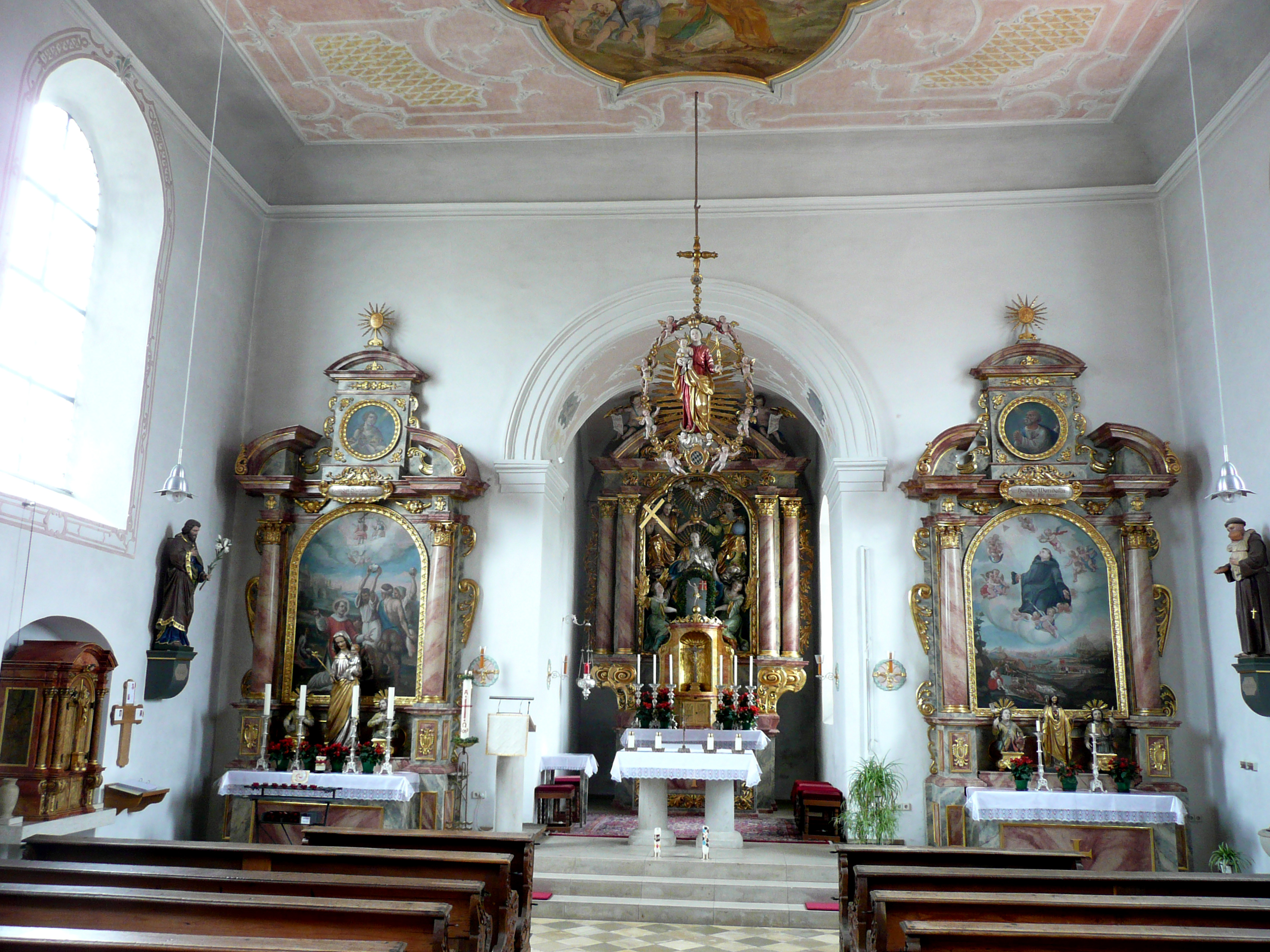
Innenraum von Mariä Himmelfahrt in Möckenlohe

## Einzeldenkmäler nach Ortsteilen

### Adelschlag
| Lage                               | Objekt                                       | Beschreibung | Akten-Nr.             | Bild           |
| ---------------------------------- | -------------------------------------------- | --- | --------------------- | -------------- |
| Nähe Eichstätter Straße (Standort) | Stattliches Wohnhaus der ehemaligen Schmiede | Freistehend, mit Kalkplattendach und Putzrustizierung an den Ecken, um 1870/90.                                                                      | D-1-76-111-2 Wikidata | BW             |
| Himmelberg (Standort)              | Wegkapelle                                   | Kubenförmiger Zeltdachbau, barock (stark erneuert); an der Straße nach Möckenlohe.                                                                   | D-1-76-111-3 Wikidata | weitere Bilder |
| Kirchstraße 2 (Standort)           | Katholische Filialkirche St. Andreas         | Steildachbau, von Johann Baptist Camesino 1707 erbaut, Neubau unter Beibehaltung des Turms, 1973, Gemeinderaum modern; mit historischer Ausstattung. | D-1-76-111-1 Wikidata | weitere Bilder |

### Möckenlohe
| Lage                      | Objekt                                        | Beschreibung | Akten-Nr.              | Bild                                          |
| ------------------------- | --------------------------------------------- | --- | ---------------------- | --------------------------------------------- |
| Angerweg 7 (Standort)     | Ehemaliges Kleinbauernhaus                    | Erdgeschossiger Wohnstallbau mit Kniestock und Kalkplattendach, Ende 18./Anfang 19. Jahrhundert, Giebel mit Fachwerk, durch zweigeschossigen mittigen Querbau um 1900 erweitert. | D-1-76-111-28 Wikidata | Ehemaliges Kleinbauernhaus                    |
| Försterweg 3 (Standort)   | Ehemaliges Forsthaus                          | Zweigeschossiger Walmdachbau, errichtet 1835. | D-1-76-111-5 Wikidata  | weitere Bilder                                |
| Pfarrgasse 1 (Standort)   | Wappenstein                                   | Bezeichnet mit dem Jahr „1615“. | D-1-76-111-6 Wikidata  | Wappenstein                                   |
| Pfarrgasse 2 (Standort)   | Katholische Pfarrkirche Mariä Himmelfahrt     | Chorturmanlage, Ende 13. Jahrhundert, Langhaus um 1620 neuerrichtet unter Beibehaltung älterer Mauerteile, barockisiert 1735, Turmobergeschosse spätes 17. Jahrhundert; mit Ausstattung; ehemaliger befestigter Friedhof, Teile der mittelalterlichen Mauer erhalten Grabsteine Brickl, Hell, Pfuff, Neumeier, barock und klassizistisch. | D-1-76-111-4 Wikidata  | weitere Bilder                                |
| Römerstraße 29 (Standort) | Gedenktafel zur Erinnerung an die Römerstraße | 1859. | D-1-76-111-7 Wikidata  | Gedenktafel zur Erinnerung an die Römerstraße |

### Moritzbrunn
| Lage                     | Objekt              | Beschreibung | Akten-Nr.              | Bild |
| ------------------------ | ------------------- | --- | ---------------------- | ---- |
| Moritzbrunn 1 (Standort) | Gutshof Moritzbrunn | Ehemaliger Besitz des Templerordens, ehemaliger bischöflicher Gutshof, nach der Säkularisation im Besitz der Fürsten Thurn und Taxis und Herzöge von Leuchtenberg, jetzt Privatbesitz. Rechteckige, von Mauern umgebene Hofanlage, profanierte Kirche Unser Lieben Frau, Ende 13. Jahrhunderts, Turmoberteil 18. Jahrhundert, in das Wohnhaus integriert; stichbogiges Einfahrtstor mit Fußgängerpforte, bezeichnet mit „1549“; Lindenallee, 18. Jahrhundert; Wohnhaus, zweigeschossiger Flachsatteldachbau mit Kniestock in Altmühl-Jurabauweise, 18./19. Jahrhundert; an die Mauer angebautes ehemaliges Gesindehaus, zweigeschossiger Walmdachbau, 18./19. Jahrhundert. | D-1-76-111-10 Wikidata | BW   |

### Ochsenfeld
| Lage                                                      | Objekt                               | Beschreibung | Akten-Nr.              | Bild           |
| --------------------------------------------------------- | ------------------------------------ | --- | ---------------------- | -------------- |
| Ingolstädter Straße 1 (Standort)                          | Katholische Pfarrkirche St. Nikolaus | Spätgotische Chorturmanlage, Saalkirche mit Steildach, im 18. Jahrhundert barockisiert, Langhaus 1871 erweitert, Turm 1913 erhöht; mit Ausstattung. | D-1-76-111-11 Wikidata | weitere Bilder |
| Ingolstädter Straße 3 (Standort)                          | Pfarrhof                             | Zweigeschossiger Schopfmansarddachbau, von Georg Salbeck 1798 errichtet.                                                                            | D-1-76-111-13 Wikidata | BW             |
| Wiesenstriegel, an der Straße nach Moritzbrunn (Standort) | Wegkapelle                           | 18. Jahrhundert. | D-1-76-111-14          | BW             |

### Pietenfeld
| Lage                                                                                        | Objekt                              | Beschreibung | Akten-Nr.              | Bild           |
| ------------------------------------------------------------------------------------------- | ----------------------------------- | --- | ---------------------- | -------------- |
| Am Dorfplatz 2; Nähe Kirchenstraße (Standort)                                               | Katholische Pfarrkirche St. Michael | Barocke Anlage, Saalkirche mit Walmdach, 1624 erbaut, erweitert 1682 und 1953, Turm 1836 neugebaut; mit Ausstattung; Friedhof, alter Teil, mit Ummauerung; mit Rokoko-Grabsteinen Eberle (erneuert), mit klassizistischem Grabstein Walk; Grabsteine Demelmayer, 18. Jahrhundert, Kümmel, 19. Jahrhundert, in der westlichen Friedhofsmauer; Grabstein Jung, 18. Jahrhundert, in der Westseite der Kirche. | D-1-76-111-15 Wikidata | weitere Bilder |
| Am Dorfplatz 10 (Standort)                                                                  | Wappenstein                         | Bezeichnet mit „1616“. | D-1-76-111-16 Wikidata | weitere Bilder |
| Am Dorfplatz (Standort)                                                                     | Bildstock                           | Kalkpfeiler mit Aufsatz, wohl 17. Jahrhundert. Nicht nachqualifiziert, im Bayerischen Denkmal-Atlas nicht kartiert. | D-1-76-111-17 Wikidata | BW             |
| Hauptstraße 18 (Standort)                                                                   | Bauernhaus                          | Langgestrecktes zweigeschossiger Flachsatteldachbau mit Kniestock, (ehemals mit Kalkplattendach) und Aufzugsgiebel, 1852, Wohnteil im Kern älter. | D-1-76-111-19 Wikidata | weitere Bilder |
| Kirchenstraße 2 (Standort)                                                                  | Handwerkerhaus                      | Zweieinhalbgeschossiger Steildachbau, Mitte 19. Jahrhundert, Erdgeschoss im Kern älter; südlich angeschlossener Stadel, massiv, ehemals mit Kalkplattendach, bezeichnet mit „1845“. | D-1-76-111-20 Wikidata | weitere Bilder |
| Pfünzer Straße 3 (Standort)                                                                 | Bauernhaus                          | Zweigeschossiger Flachsatteldachbau mit Kniestock und Aufzugsluke, im Kern wohl Anfang 19. Jahrhundert, Putzgliederung um 1900. | D-1-76-111-27 Wikidata | weitere Bilder |
| Stadtbug (Standort)                                                                         | Bildstock                           | Vierseitiger Bildtabernakel auf Steinpfeiler mit kuppelartiger Bekrönung, mit Relief und Inschrift, bezeichnet mit „1688“. | D-1-76-111-29          | BW             |
| Straßbreiten, an der alten Straße nach Eichstätt (Standort)                                 | Wegkreuz                            | Kalksteinpfeiler mit tabernakelförmigem Abschluss, bezeichnet mit „1852“, mit eisernem Kruzifix. | D-1-76-111-22 Wikidata | Wegkreuz       |
| Walburgaholz, auf der Pietenfelder Höhe oberhalb eines aufgelassenen Steinbruchs (Standort) | Bildstock                           | Großer Rundpfeiler auf Achtecksockel mit Figurennische, gemauert; wohl 19. Jahrhundert (erneuert). | D-1-76-111-21 Wikidata | Bildstock      |

### Prielhof
| Lage                        | Objekt     | Beschreibung | Akten-Nr.             | Bild |
| --------------------------- | ---------- | --- | --------------------- | ---- |
| Waldabteilung Hohenstein () | Steinkreuz | Mittelalterlich, im 19. Jahrhundert als Forstgrenzstein KW 265 genutzt. Nicht nachqualifiziert, im Bayerischen Denkmal-Atlas nicht kartiert. | D-1-76-111-9 Wikidata |      |

### Tempelhof
| Lage                                                                               | Objekt            | Beschreibung | Akten-Nr.              | Bild              |
| ---------------------------------------------------------------------------------- | ----------------- | --- | ---------------------- | ----------------- |
| Tempelhof 1; Tempelhof 1a; Weiherfeldbreiten; Am Tempelhof; Tempelhof 2 (Standort) | Gutshof Tempelhof | Große Dreiseit-Hofanlage, ehemals im Besitz des Templerordens, jetzt in Privatbesitz. Dreigeschossiges Herrenhaus mit Eckerker und Kalkplattendach, 17./18. Jahrhundert; Reste der Hofummauerung und westliches Hoftor, 18. Jahrhundert; Kapelle, 18. Jahrhundert; westlich des Gutshofes. | D-1-76-111-23 Wikidata | Gutshof Tempelhof |

### Untermöckenlohe
| Lage                                                                                      | Objekt            | Beschreibung                                                     | Akten-Nr.              | Bild              |
| ----------------------------------------------------------------------------------------- | ----------------- | ---------------------------------------------------------------- | ---------------------- | ----------------- |
| Nähe Landstraße, an der Straße nach Nassenfels, bei Abzweigung Untermöckenlohe (Standort) | Kapellenbildstock | Barock (erneuert).                                               | D-1-76-111-8 Wikidata  | Kapellenbildstock |
| Untermöckenlohe 2 (Standort)                                                              | Kapelle           | Kubenförmiger Zeltdachbau, modern; mit historischer Ausstattung. | D-1-76-111-24 Wikidata | weitere Bilder    |

### Weißenkirchen
| Lage                                                            | Objekt                                                          | Beschreibung | Akten-Nr.     | Bild |
| --------------------------------------------------------------- | --------------------------------------------------------------- | --- | ------------- | ---- |
| Siedlung Weißenkirchen 30; Siedlung Weißenkirchen 32 (Standort) | Ehemaliger fürstbischöflicher Gutshof, ehemalige Dreiseitanlage | Herrenhaus, dreigeschossiger Flachsatteldachbau, Erdgeschoss und erstes Obergeschoss um 1560/90 auf älterer Grundlage, zweites Obergeschoss und Kalkplattendach erste Hälfte 18. Jahrhundert; Mauerreste von Scheune (Südtrakt) und Nebengebäude (Westtrakt), ehemals mit Kalkplattendächern, als Hofbering erhalten, 17./18. Jahrhundert; tonnengewölbter Keller, bezeichnet mit „1851“, südlich der Kirche. | D-1-76-111-25 | BW   |
| Siedlung Weißenkirchen 32 (Standort)                            | Profanierte Kirche St. Laurentius                               | Zum Gutshof gehörig, erbaut 1740 von Giovanni Domenico Barbieri, kubischer Walmdachbau mit Dachreiter (1927 erneuert); Flachdecke mit Stuckleiste und Westempore, drei Altarstipes. | D-1-76-111-26 | BW   |

## Ehemalige Baudenkmäler
In diesem Abschnitt sind Objekte aufgeführt, die früher einmal in der Denkmalliste eingetragen waren, jetzt aber nicht mehr. Objekte, die in anderem Zusammenhang also z. B. als Teil eines Baudenkmals weiter eingetragen sind, sollen hier nicht aufgeführt werden. Aktennummern in diesem Abschnitt sind ehemalige, jetzt nicht mehr gültige Aktennummern.

| Lage                               | Objekt                    | Beschreibung | Akten-Nr.              | Bild |
| ---------------------------------- | ------------------------- | --- | ---------------------- | ---- |
| Ochsenfeld Am Weiher 23 (Standort) | Bauernhaus, Wohnstallhaus | Erdgeschossiger Fachwerkbau mit verputzten Riegelwänden und Kalkplattendach, von 1454/55, Umbau und Hausteilung 1773. (wieder aufgebaut im Freilandmuseum Bad Windsheim) | D-1-76-111-12 Wikidata | BW   |